# Blowin' in the Wind
"Blowin' in the Wind" er første sang på Bob Dylans The Freewheelin' Bob Dylan album fra 1963. Sangen er skrevet af Dylan selv den 16. april 1962

## Andre versioner
Sangen er op gennem 1960'erne indspillet i en lang række versioner. Elvis Presley indspillede sin version af sangen i sit eget studie mens han boede i sit hus på Rocca Place i Hollywood i perioden fra februar 1966 og et år frem. Sangen blev først udsendt mange år efter Elvis' død på CD-boksen Platinum – A Life In Music, der kom på gaden i juli 1997.